# Macrosiphum albertinae
Macrosiphum albertinae är en insektsart. Macrosiphum albertinae ingår i släktet Macrosiphum och familjen långrörsbladlöss. Inga underarter finns listade i Catalogue of Life.